# Liste der Einträge im National Register of Historic Places im Bowie County
Die Liste der Registered Historic Places im Bowie County führt alle Bauwerke und historischen Stätten im texanischen Bowie County auf, die in das National Register of Historic Places aufgenommen wurden.

## Aktuelle Einträge
| Lfd. Nr. | Name im NRHP                                 | Bild | Datum der Eintragung | Adresse/Lage                | Ort       | NRHP-ID  | Beschreibung |
| -------- | -------------------------------------------- | ---- | -------------------- | --------------------------- | --------- | -------- | ------------ |
| 1        | Bowie County Jail                            |      | 16. Nov. 1977        | Public Sq.                  | Boston    | 77001429 |              |
| 2        | Draughn-Moore House                          |      | 29. Juni 1976        | 420 Pine St.                | Texarkana | 76002007 |              |
| 3        | Earl-Rochelle House                          |      | 1. Juli 1999         | 1920 Magnolia St.           | Texarkana | 99000720 |              |
| 4        | Garland Community School Teacherage          |      | 6. März 2002         | TX 2, 2.5 mi. W of Dekalb   | De Kalb   | 02000146 |              |
| 5        | Hotel McCartney                              |      | 6. Sep. 1979         | State Line Ave.             | Texarkana | 79002920 |              |
| 6        | Offenhauser Insurance Building               |      | 25. Feb. 1971        | State Line Ave. and 3rd St. | Texarkana | 71000922 |              |
| 7        | Rialto Building                              |      | 17. Juni 1982        | 317 State Line Ave.         | Texarkana | 82004493 |              |
| 8        | Roseborough Lake Site                        |      | 6. Juli 1976         | Address Restricted          | Texarkana | 76002008 |              |
| 9        | Saenger Theater                              |      | 12. Juli 1978        | 219 Main St.                | Texarkana | 78002897 |              |
| 10       | Texarkana Phase Archeological District       |      | 14. Aug. 1973        | Address Restricted          | Texarkana | 73001959 |              |
| 11       | Tilson Mounds-Summerhill Lake Place (41BW14) |      | 16. Jan. 1987        | Address Restricted          | Texarkana | 86003637 |              |
| 12       | Whitaker House                               |      | 7. Nov. 1979         | 517 Whitaker St.            | Texarkana | 79002921 |              |